# Xylorhiza frutescens
Xylorhiza frutescens là một loài thực vật có hoa trong họ Cúc. Loài này được (S.Watson) Greene miêu tả khoa học đầu tiên năm 1896.